# Liste der Kulturdenkmäler in Winterbach (Pfalz)
In der Liste der Kulturdenkmäler in Winterbach (Pfalz) sind alle Kulturdenkmäler der rheinland-pfälzischen Ortsgemeinde Winterbach (Pfalz) aufgeführt. Grundlage ist die Denkmalliste des Landes Rheinland-Pfalz (Stand: 14. Dezember 2023).

## Einzeldenkmäler
| Bezeichnung              | Lage                                                      | Baujahr                            | Beschreibung | Bild                           |
| ------------------------ | --------------------------------------------------------- | ---------------------------------- | --- | ------------------------------ |
| Schulhaus                | Winterbach, Felsentaler Straße 1 Lage                     |                                    | ehemalige Schule; eingeschossiger Bau, Quadermauerwerk                                                            | BW                             |
| Wohnhaus                 | Winterbach, Herrenwalder Straße 1 Lage                    | 1900                               | eingeschossiges Wohnhaus, 1900                                                                                    | BW                             |
| Hofanlage                | Winterbach, Herrenwalder Straße 3 Lage                    | 1860                               | sehr langgestreckte Einfirstanlage mit zweigeschossigem Wohnteil, bezeichnet 1866, Scheunentor bezeichnet 1860    | BW                             |
| Kriegerdenkmal           | Winterbach, Landstuhler Straße Lage                       |                                    | Kriegerdenkmal 1914/18; Relief mit Wasserbecken                                                                   | Fotos hochladen                |
| Evangelisches Pfarrhaus  | Winterbach, Landstuhler Straße 14 Lage                    | 1894/95                            | eineinhalbgeschossiger Bruchsteinbau, 1894/95                                                                     | Fotos hochladen                |
| Evangelische Pfarrkirche | Winterbach, Landstuhler Straße 16 Lage                    | um 1200                            | Westturm, Rotsandsteinquader, um 1200, romanisches (?) Schiff, 1723 wiederhergestellt; Gesamtanlage mit Pfarrhaus | weitere Bilder Fotos hochladen |
| Wohnhaus                 | Winterbach, Landstuhler Straße 17 Lage                    | 1901                               | eingeschossiger späthistoristischer Bruchsteinbau, bezeichnet 1901                                                | Fotos hochladen                |
| Herrenwalderhof          | Winterbach, nördlich des Ortes Lage                       | zweite Hälfte des 19. Jahrhunderts | offener Dreiseithof; eingeschossiger Krüppelwalmdachbau, zweite Hälfte des 19. Jahrhunderts                       | BW                             |
| Wohnhaus                 | Niederhausen, Hauptstraße 7 Lage                          | Mitte des 19. Jahrhunderts         | Krüppelwalmdachbau, Mitte des 19. Jahrhunderts                                                                    | BW                             |
| Kriegerdenkmal           | Niederhausen, nordöstlich des Ortes auf dem Friedhof Lage | 1900                               | Kriegerdenkmal 1870/71, Obelisk, bezeichnet 1900                                                                  | Fotos hochladen                |